# Triguères
Triguères est une commune française située dans le département du Loiret, en région Centre-Val de Loire.

## Géographie

### Situation

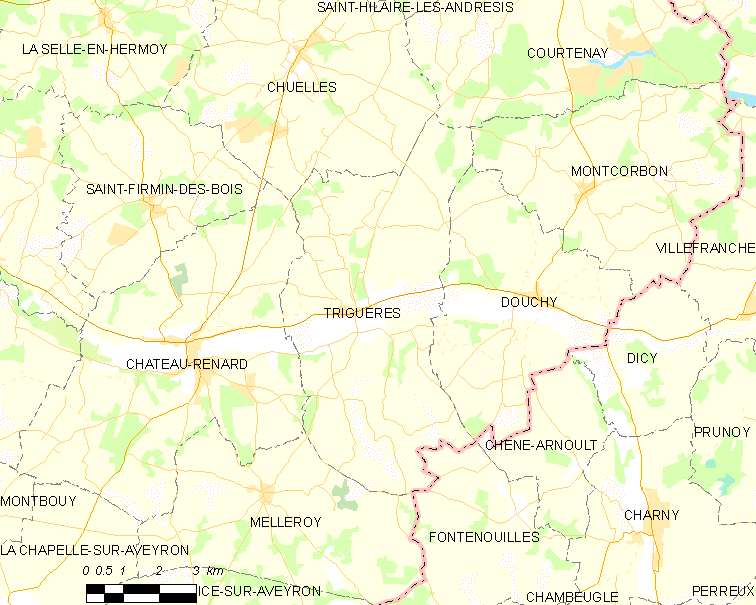
Carte de la commune de Triguères et des communes limitrophes.

La commune de Triguères se trouve dans le quadrant nord-est du département du Loiret, dans la région agricole du Gâtinais pauvre.
À vol d'oiseau, elle se situe à 80,5 km de sa  préfecture Orléans, à 18,9 km de Montargis, sous-préfecture, et à 4,4 km de Château-Renard, ancien chef-lieu du canton dont dépendait la commune avant mars 2015. La commune fait partie du bassin de vie de Château-Renard,.
Les communes les plus proches sont : Château-Renard (4,4 km), Douchy (5,1 km), Melleroy (5,6 km), Saint-Firmin-des-Bois (6,2 km), Montcorbon (7 km), Chuelles (7 km), Fontenouilles (7,2 km, dans l'Yonne), Chêne-Arnoult (7,5 km, dans l'Yonne), Dicy (9 km), Chambeugle (9,8 km) et Courtenay (12,3 km).

### Lieux-dits et écarts

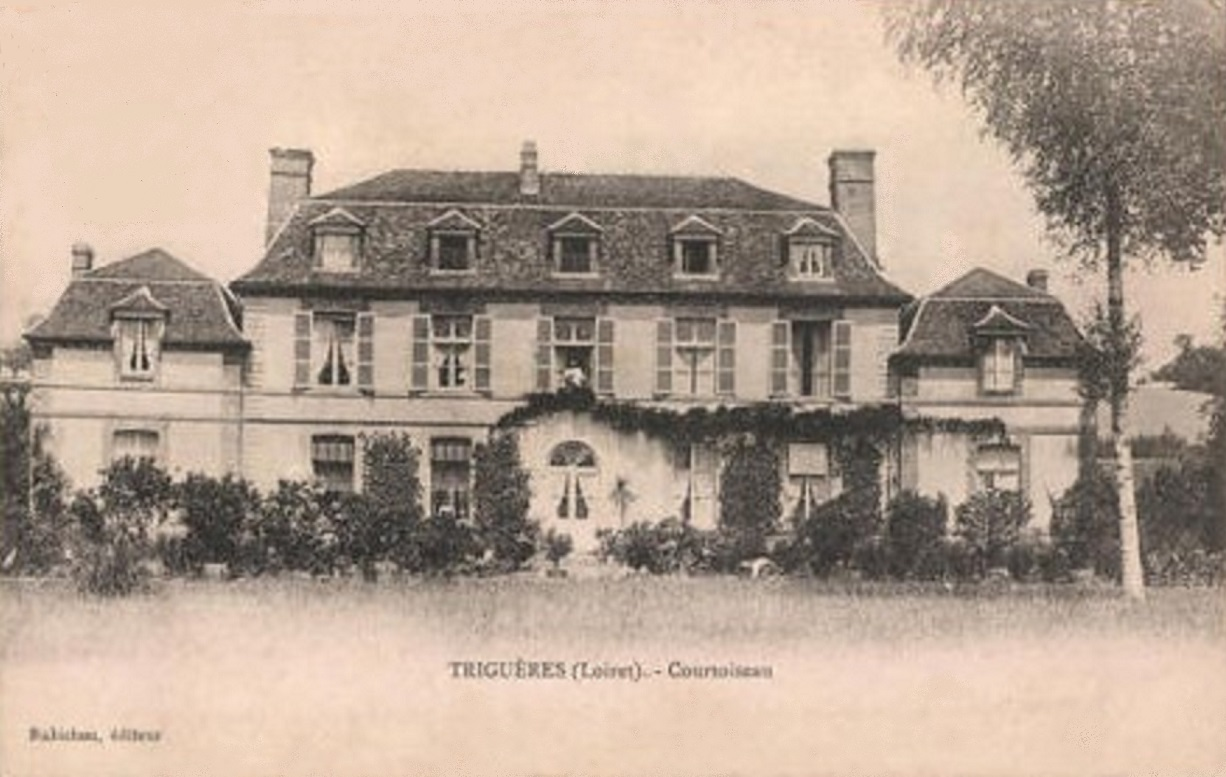
Le Grand Courtoiseau (1905)

Les lieux-dits suivis d'une astérisque sont situés à l'écart de la route indiquée.
A
- Les Allemands,               Rte de Chuelles à Douchy (D 35)
- Les Aulnes*,                 Rte des Grands Moreaux (S-O du bourg)
- Avallon*,                    Rte de Douchy (D 943)

B
- La Barre*,                   Rte de Courtenay (D 162)
- Bel-Air,                     Rte de Melleroy (D 162)
- Bellevue,                    Rte de Melleroy (D 162)
- Les Bertets*,                Rte du Clergé (Sud du bourg)
- La Petite Blaudière*,        Rte des Salmons
- Le Bois Rond*,               Rte du Clergé (Sud du bourg)
- Les Bolognes*,               Rte des Grands Moreaux (S-O du bourg)
- Les Bourgoins (en partie)*,  Rte de Montcorbon
- La Bourgonnière*,            Rte du Clergé (Sud du bourg)
- Les Brangers* (1),           Rte des Vallées (à l'ouest vers Château-Renard)
- Le Bréau*,                   Rte de Douchy (D 943)
- Les Brossets,                Rte de Courtenay (D 162)

C
- La Caille*,                  Rte de Chuelles à Douchy (D 35)
- La Canonnière,               Rte des Vallées (vers Château-Renard à l'ouest)
- Le Caron Biston*,            Rte de Chuelles par les Raignaults
- Les Chambaults*,             Rte du Clergé (Sud du bourg)
- Le Champ de la Poussetière*, Rte de Courtenay (D 162)
- Le Champ de Vaux (en partie)*, Rte des Grands Moreaux (S-O du bourg)
- Les Charlots (en partie),    Rte de Chuelles à Douchy (D 35)
- La Charmaie,                 Rte du Clergé (Sud du bourg)
- La Chêneraie*,               Rte de Fontenouilles (D 64)
- Le Chouêne*,                 Rte de Montcorbon
- Le Clergé,                   Rte du Clergé (Sud du bourg)
- La Corne des Bois*,          Rte de Courtenay (D 162)
- Les Coudrettes,              Rte de Chuelles à Montcorbon
- Les Couèches*,               Rte de Courtenay (D 162)
- La Grande Cour*,             Rte de Courtenay (D 162)
- La Cour de France,           Rte des Grands Moreaux (S-O du bourg)
- Le Grand Courtoiseau,        Rte de Château-Renard (D 943)
- Coutant*,                    Rte de Courtenay (D 162)
- La Croix Rouge,              Rte de Melleroy (D 162)

D
- Les Donons,                  Rte de Montcorbon
- Le Duberrouy*,               Rte du Clergé (Sud du bourg)
- Les Dubois*,                 Rte de Chuelles par les Raignaults
- La Dupinerie*,               Rte de Chuelles par les Raignaults

E
- Les Étoits*,                 Rte des Grands Moreaux (S-O du bourg)

F
- Les Fèvres*,                 Rte de Château-Renard (D 943)
- La Flamandière*,             Rte de la Tuilerie (N-O du bourg)
- Fontaine le Beau*,           Rte de Chuelles à Montcorbon
- La Fontaine de Villiers*,    Rte du Clergé (Sud du bourg)
- La Fouinière,                Rte de Chuelles par les Raignaults
- La Petite Fouinière*,        Rte de la Tuilerie (N-O du bourg)
- Le Fourneau,                 Rte du Clergé (Sud du bourg)

G
- La Gare de Chuelles,         Rte de Chuelles à Douchy (D 35, près de la D 162)
- La Gauterie*,                Rte de Château-Renard à Fontenouilles (D 142)
- Gillain*,                    Rte de Chuelles par les Raignaults
- Les Girards*,                Rte des Grands Moreaux (S-O du bourg)
- Les Gremets*,                Rte de Fontenouilles (D 64)

J
- Les Jacques*,                Rte de Courtenay (D 162)

L
- Livernais,                   Rte de Château-Renard (D 943)

M
- Maison des Champs*,          Rte de Courtenay (D 162)
- La Maladrie*,                Rte des Grands Moreaux (S-O du bourg)
- Le Petit Marchais*,          Rte du Clergé (Sud du bourg)
- La Marchaiserie,             Rte de Courtenay (D 162)
- La Mardelle,                 Rte de Château-Renard (D 943)
- La Grande Mardelle*,         Rte des Grands Moreaux (S-O du bourg)
- Les Maroches*,               Rte de Chuelles à Douchy (D 35)
- Les Grands Marteaux*,        Rte de Melleroy (D 162)
- Les Petits Marteaux*,        Rte de Melleroy (D 162)
- Les Mauguenons*,             Rte de Courtenay (D 162)
- La Michotte,                 Rte de Melleroy (D 162)
- La Montagne*,                Rte de Montcorbon
- Les Grands Moreaux,          Rte de Fontenouilles (D 64)
- Les Petits Moreaux,          Rte de la Tuilerie (N-O du bourg)
- Le moulin du Chemin,         Rte de Château-Renard (D 943)
- Le moulin de Paille*,        Rte de Douchy (D 943)
- Le moulin de Vaux*,          Rte des Grands Moreaux (S-O du bourg)
- La Moutinière*,              Rte de Montcorbon
- La Mussardière*,             Rte de Montcorbon

P
- Les Pasquettes*,             Rte du Clergé (Sud du bourg)
- Le Pau-Curier*,              Rte de Melleroy (D 162)
- Les Perrets,                 Rte de Chuelles à Douchy (D 35)
- Les Petits Perrets*,         Rte de Chuelles à Douchy (D 35)
- Pincevin,                    Rte de Douchy (D 943)
- Les Plantes,                 Rte de Montcorbon
- Les Pommerats,               Rte de Melleroy (D 162)
- La Poussetière*,             Rte de Montcorbon
- Le Prieuré,                  Rte des Vallées (à l'ouest vers Château-Renard)

Q
- Les Quatre-Vents,            Rte des Jeannets (Ouest du bourg)

R
- Les Radets*,                 Rte de Montcorbon
- Les Raignaults,              Rte de Chuelles par les Raignaults
- Ramais,                      Rte de Château-Renard (D 943)
- La Robarderie*,              Rte des Salmons
- Rougerie,                    Rte des Jeannets (Ouest du bourg)
- Le Haut de Rougerie,         Rte de la Tuilerie (N-O du bourg)
- Les Roulets,                 Rte de la Pâture Reignault (Sud du bourg)

S
- Sainte-Alpais,               Rte de Château-Renard (D 943)
- Les Salmons*,                Rte de Fontenouilles (D 64)
- Les Grands Salmons*,         Rte de Fontenouilles (D 64)

T
- Les Thézards,                Rte du Clergé (Sud du bourg)
- La Tuilerie,                 Rte de la Tuilerie (N-O du bourg)

V
- Les Vallées,                 Rte des Vallées (vers Château-Renard à l'ouest)
- Les Vélins*,                 Rte de Château-Renard à Fontenouilles (D 142)
- La Vignette,                Rte de Chuelles par les Raignaults
- Villargis*,                  Rte du Clergé (Sud du bourg)

(1) Ne pas confondre les Brangers sur la route des Vallées (vers Château-Renard), et les Brangers situés en bordure de commune mais sur la commune limitrophe de Fontenouilles au S-E.

### Géologie et relief

#### Géologie
La commune se situe dans le sud du Bassin parisien, le plus grand des trois bassins sédimentaires français. Cette vaste dépression, occupée dans le passé par des mers peu profondes et des lacs, a été comblée, au fur et à mesure que son socle s’affaissait, par des sables et des argiles, issus de l’érosion des reliefs alentours, ainsi que des calcaires d’origine biologique, formant ainsi une succession de couches géologiques.
Les couches affleurantes sur le territoire communal sont constituées de formations superficielles du Quaternaire et de roches sédimentaires datant du Cénozoïque, l'ère géologique la plus récente sur l'échelle des temps géologiques, débutant il y a 66 millions d'années, et du Mésozoïque, anciennement appelé Ère secondaire, qui s'étend de −252,2 à −66,0 Ma. La formation la plus ancienne est de la craie blanche à silex remontant à la période Crétacé. La formation la plus récente est des alluvions récentes des lits mineurs remontant à l’époque Holocène de la période Quaternaire. Le descriptif de ces couches est détaillé dans  la feuille « n°366 - Courtenay » de la carte géologique au 1/50 000ème du département du Loiret, et sa notice associée.

Carte géologique de la commune.

|  | Fz : | alluvions récentes des lits mineurs, Holocène                     |
|  | FC : | alluvions et colluvions du fond des vallées secondaires, Holocène |

|  | qC :  | colluvions indifférenciées de versant, Quaternaires |
|  | qCS : | colluvions à silex de versant, Quaternaires         |
|  | qOE : | Limons et Loess, Quaternaire                        |

|  | e4PN : | poudingue de Nemours, Paléocène-Éocène inférieur |

|  | e1-4Rc : | complexe argilo-sableux à silex = argiles à silex, Paléocène-Éocène inférieur |

|  | c5Cr : | craie blanche à silex, Campanien |
|  | c4Cr : | craie blanche à silex, Santonien |
|  | c3Cr : | craie blanche à silex, Coniacien |

#### Relief
La superficie cadastrale de la commune publiée par l’Insee, qui sert de références dans toutes les statistiques, est de 35,78 km2,. La superficie géographique, issue de la BD Topo, composante du Référentiel à grande échelle produit par l'IGN, est quant à elle de 35,91 km2. L'altitude du territoire varie entre 112 m et 192 m.

### Hydrographie
La rivière Ouanne arrose Triguères, coulant d'est en ouest. Très méandreuse, elle est divisée sur toute sa traversée de la commune en deux bras souvent eux-mêmes divisés en bras secondaires. Elle y reçoit :
le ru de la Fontaine de Villiers, confluant en rive droite au niveau du moulin de Vau (amont du bourg) ;
le ru des Étoits, confluant en rive droite à environ 900 m en aval du moulin de Vau ;
le ru de la Dardenne, confluant en rive gauche dans le bourg à environ 150 m en aval de la D162 vers Melleroy. Il reçoit lui-même sur sa rive droite un petit ru saisonnier venant du hameau la Corne des Bois ;
Ces rus marquent les plateaux au nord et au sud de profondes entailles, notamment le ru de la Dardenne qui présente une importante dénivellation de 40 m sur 286 mètres linéaires sur son coteau Est où passe la route vers Courtenay.

### Voies de communication et transports

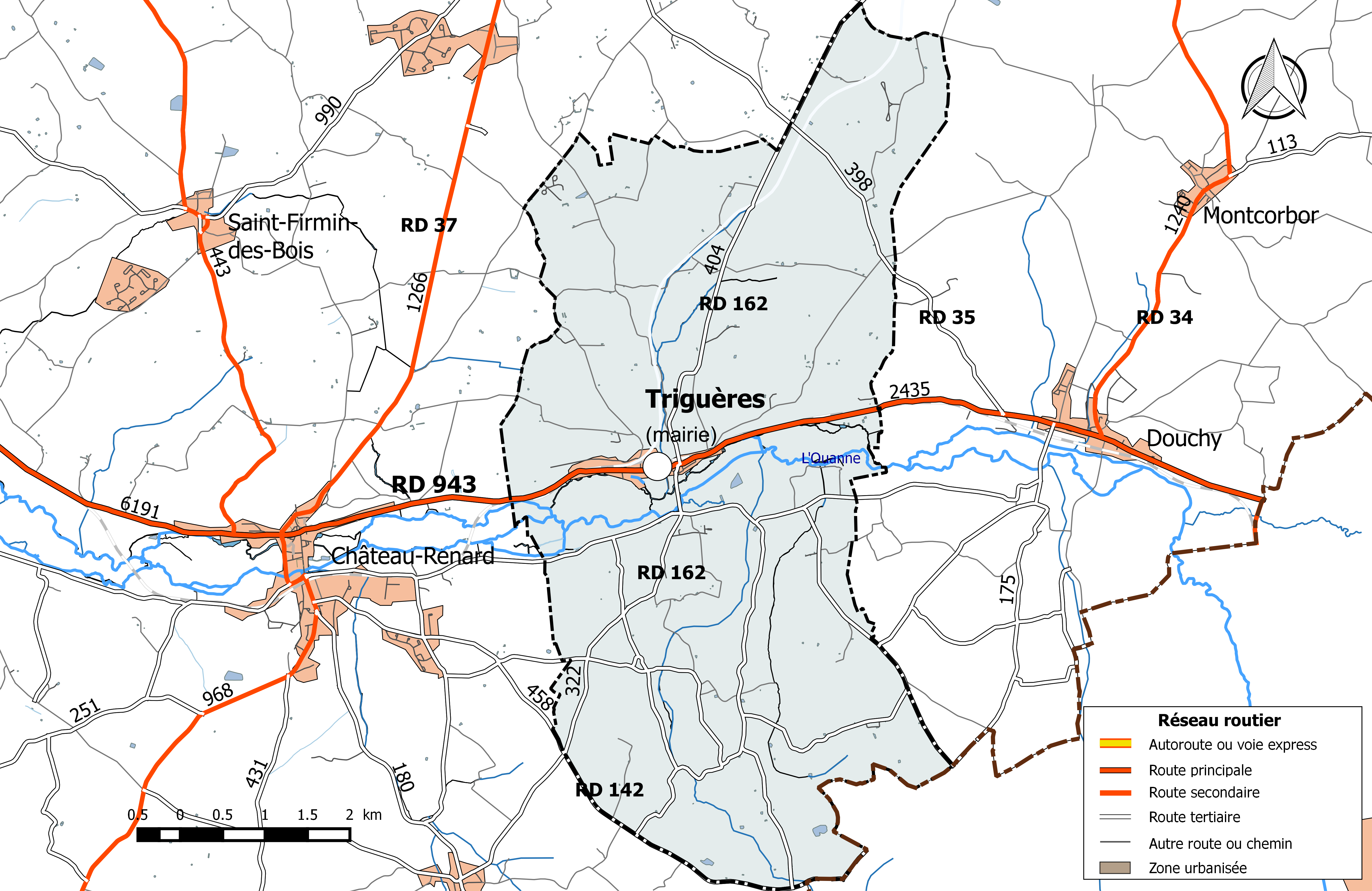
Réseau routier principal de la commune de Triguères (avec indication du trafic routier 2014).

#### Infrastructures routières
La commune est traversée par trois routes départementales :  une route à trafic modéré (la RD 943) et deux routes à faible trafic : la RD 35, la RD 142 et la RD 162.
La RD 943 relie Montargis à Joigny et supporte en 1974 un trafic de 2 435 véhicules/jour dans la traversée de la commune. La RD 142, qui relie Château-Renard à Melleroy, la RD 162, qui relie Saint-Maurice-sur-Aveyron à Courtenay et la RD 35 , qui relie Douchy à La Selle-en-Hermoy supportent un trafic inférieur à 500 véhicules/jour.

#### Transports en commun routiers
En 2016, Triguères est desservie par la ligne régulière n°13 du réseau d'autocars interurbains Ulys qui relie Montcorbon à Montargis. Cette ligne  propose un nombre de dessertes variable en fonction des jours ouvrables de la semaine. Des correspondances SNCF, avec le Transilien et le réseau Amelys sont assurées à la gare de Montargis. À compter du 1er janvier 2017, la compétence des services de transports routiers interurbains, réguliers et à la demande est transférée des départements aux régions, et donc localement du département du Loiret à la région Centre-Val de Loire, consécutivement à la loi NOTRe du 7 août 2015.

#### Infrastructures ferroviaires
La commune est située sur l'ancienne ligne d'Orléans à Châlons.

## Toponymie

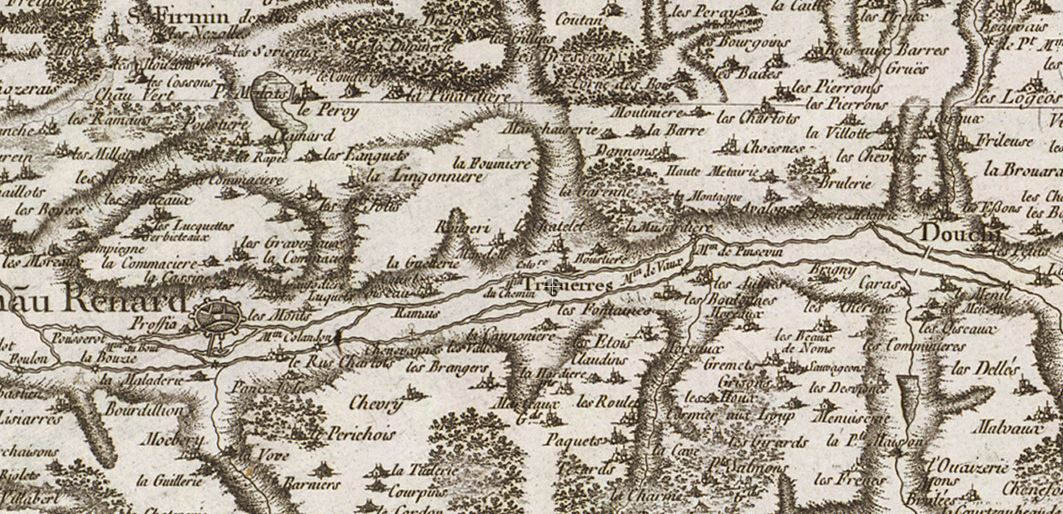
Triguères sur la carte de Cassini.

### Attestations anciennes
- Trigorre, 1218 (forme française dans un acte latin mentionnant le nom d'un homme : Hattonem de Trigorre)[21] ;
- In parrochia de Trigorria, 1258 ;
- Triguères, mai 1318[22] ;
- Trigorre en Gastinoys, septembre 1391[23] ;
- Triguères, novembre 1409[24] ;
- Trigueurre, 1692, sur la cloche baptisée cette année-là[21] ;
- Triguères, 1740[25] ;
- Triguerres, XVIIIe siècle[26].

### Étymologie
Triguères résulte, d'après les formes anciennes, d'un plus ancien Trigorre.

-orre s'explique peut-être par une évolution de l'appellatif gaulois durum : « porte, forum, ville close, bourg », lorsque le mot précédent se termine par un -o, c'est-à-dire -o-durum qui aurait abouti à -orre par amuïssement régulier du [d] intervocalique en proto-français. La terminaison -orre, -ore procédant de -o-durum se rencontre également dans Aujeurres (Haute-Marne, Algyorre 1186) ou Izernore (Ain, Isarnodori, génitif, VIIIe siècle).
Le premier élément Trigo-, radical Trig-, est sans doute gaulois. Selon Jean-Marie Cassagne et Mariola Korsak, l'ancienne forme Trigiodurum désignerait ainsi « la forteresse du gaulois Trigio ». Selon toute vraisemblance, ce dernier était un chef d'une tribu ou sous-tribu gauloise qui avait établi une position fortifiée sur une éminence de terrain.

## Histoire
Depuis les temps pré-romains et jusqu'en 1825, Triguères a été un point essentiel de surveillance de la route allant de Sens à Gien. Elle fut une ville celte avant de devenir gallo-romaine. Sur 9 hectares de la colline du Donjon (là où se trouve le lieu-dit le Châtelet sur la carte de Cassini), s'étendait un oppidum surveillant le « chemin Perré », empierré de silex selon la mode celte - et non pavé de type romain,.
L'endroit est particulièrement adapté au contrôle des passages et autres activités : la colline du Donjon, formant l'éperon de la Garenne, est limitée à l'ouest par la vallée du ru de la Dardenne, au sud par la vallée de l'Ouanne, et à l'est par une vallée sèche.

### Gisement du Moustérien
Un riche gisement d'artéfacts datant du Moustérien a été découvert en 1922 au nord-est du lieu-dit la Garenne, dans un terrain constitué d'une mince couche de terre arable recouvrant un sous-sol d'argile mêlé de silex. Les outils trouvés vont du Moustérien de tradition acheuléenne (de 500 000 à 300 000 ans avant le présent - couteaux quadrangulaires à dos naturel ou abattu, pointes triangulaires de type abri Audi) au Moustérien final (30 000 ans - pointes triangulaires avec retouches marginales alternées sur faces opposées, pointes à pédoncules et burins). Le tout est en silex blond et gris moucheté du pays, sauf une lame dont le silex semble provenir de l'Yonne, et un gros racloir dont la roche jaspée est d'origine inconnue.

### Trilithedu Vieux-Garçon

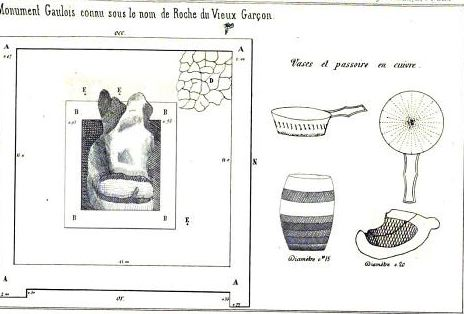
Trilithe du Vieux-Garçon.

Dans le bois de la Garenne se trouvait un dolmen en grès, dit « dolmen du Vieux-Garçon ». Le plus proche gisement de grès présentant des blocs de cette taille est à 60 km de là, à Souppes-sur-Loing. Au début du XXe siècle, l'agriculteur, lassé des curieux, creusa une fosse pour y enterrer le dolmen. Le trilithe était entouré de deux enceintes de fondations.

### Époque celte

#### Puits funéraire
En 1862 on découvre un puits funéraire celte dans le bourg, lors du creusement d'une cave. De forme elliptique, le puits mesure plus de 5 m de profondeur. Il contient des cendres mêlées d'os, des mâchoires de porc, des cornes de bélier et un pot. Cependant, le propriétaire fait immédiatement combler le puits pour construire sa cave par-dessus.

#### Oppidum
Une grande levée a été érigée de main d'homme au nord de la colline du Donjon, fermant ainsi l'éperon de la Garenne avec contrescarpe, fossé, escarpe et talus, et conforme en tous points aux caractères décrits par l'empereur romain Jules César pour les fortifications gauloises y compris des poutres enchâssées dans les murs. Elle n'a pu servir qu'à protéger ladite colline contre des assauts éventuels de ce côté - ce qui, tenant compte de l'escarpement des trois autres côtés, en faisait un lieu bien fortifié. Il n'y a cependant à Triguères aucune trace historique d'un quelconque château fortifié, fortification ou donjon.
Nombre des objets trouvés ont été donnés au musée de Sceaux-du-Gâtinais.

### Époque romaine
Triguères est un candidat possible pour être le Vellaunodunum mentionné par Jules César dans ses Commentaires sur la Guerre des Gaules,,. Les restes d'une ville gallo-romaine importante y ont été retrouvés dans les années 1850-1860, notamment un amphithéâtre pouvant accueillir de 8 000 à 9 000 spectateurs,, un cimetière en 1857, le sanctuaire de source au moulin du Chemin en 1858,, les villas gallo-romaines des Vallées et des Monts,, un temple gallo-romain, un aqueduc et des thermes. Cette localisation est cependant contestée par les sources les plus récentes,.
La « grande Triguères » cessa probablement d'exister en 451 après les guerres menées par Attila, roi des Huns. Il fallut attendre six siècles pour que Triguères renaisse, sans jamais retrouver le faste qu'elle avait connu.

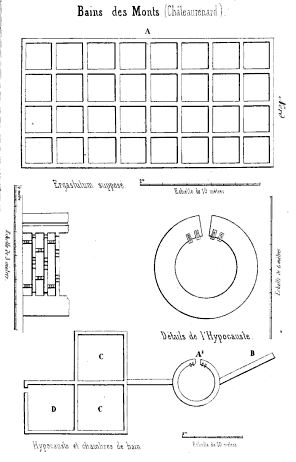
Bains de la villa gallo-romaine aux Monts près de Triguères.
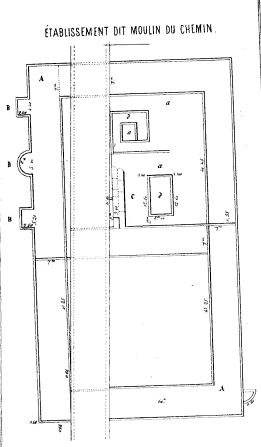
Thermes du moulin du Chemin.

### Moyen Âge

#### Époque mérovingienne
Au Donjon, des labours ont dévoilé huit sarcophages et une dizaine de sépultures en pleine terre. Un scramasaxe et un collier en perles en pâte de verre associés, datent de l'époque mérovingienne au moins une partie de ces sépultures.

#### Moyen Âge central
Sainte Alpais et sa légende précèdent les relevailles de Triguères dans l'élan du christianisme.
La paroisse fait partie du doyenné de Ferrières, diocèse de Sens, à la collation de l'archevêque.
Vers la fin du XIe siècle, une église romane est construite sous l'égide de son prêtre Aymery. Le premier document historique connu la concernant est une charte d'octobre 1258 entérinant la vente de la dîme par plusieurs personnes à Eudes de Clermont, chanoine de Sens ; cette charte utilise la forme latinisée du nom de Triguères : Trigorria. Elle a visiblement été partiellement détruite et rebâtie : le mur sud de la seconde travée du chœur est oblique ; les basses nefs et la grande nef sont inclinées ; la porte principale n'est ni dans l'axe du chœur ni dans celui de la nef.
La tour du clocher est contemporaine du portail roman, et sinon du même architecte du moins de même facture que celle de l'église de Courtenay (bâtie par Louis VI en 1132). 

Rebâtis au XIIe siècle, le chœur et le coin nord-ouest du mur de façade sont de style gothique. 

La nef, large maintenant de 10 m, mesurait alors 6 m à 6⁄40 m de large (on voit encore un chaînage de coin de l'ancien mur dans le mur à gauche du portail à l'intérieur). Elle comprend deux travées voûtées en briques depuis 1866, autrefois en lambris dont on voit les restes dans les combles. Le sommet s'élevait alors à environ 14 m du sol.

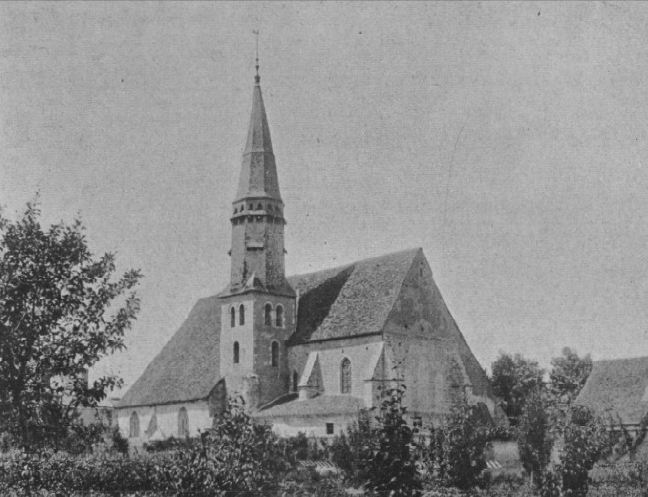
Église Saint-Martin vue du sud-est.

La forme lancéolée des baies du clocher indique le XIIIe siècle (peut-être dû à un rehaussement du clocher postérieur à la reconstruction du XIIe siècle, clocher dont la base romane n'était plus assez haute par rapport à l'église gothique rebâtie, pour que les cloches aient la portée voulue), mais ses ornements du sommet seraient du XVIe siècle, époque des dernières transformations importantes de l'église avec le rajout des bas-côtés et de la sacristie. 

L'autel de style Louis XIII avec son retable-tabernacle en bois et pâte dorés, vient du couvent des Bénédictines de Montargis (qui fut fondé à la fin de ce règne). 

De trois, le nombre de cloches est passé à une, le bourdon (baptisée Martine, Marie, Nicole, Françoise, Charlotte en 1692). Dans leur enthousiasme de célébrer l'armistice de 1945, les habitants la brisèrent et durent la faire refondre en 1946. Mais lors de la remise en place de la nouvelle cloche, fut découverte la statue d'une Vierge royale en bois du XVe siècle cachée dans le mur (probablement à la Révolution).

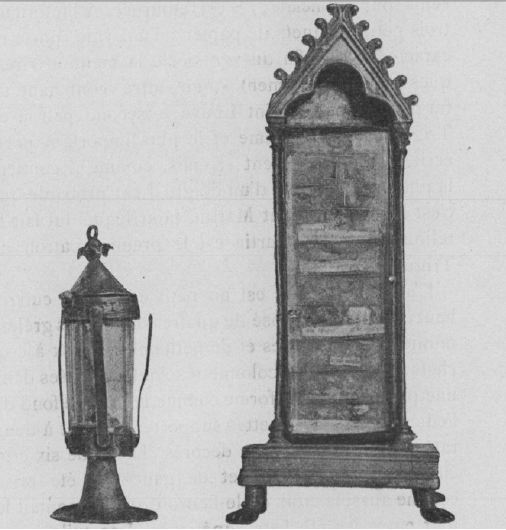
Reliquaires de l'église Saint-Martin.

Le premier patron de l'église est saint Martin ; saint Louis a été ajouté comme patron ultérieurement. L'église possède un reliquaire en cristal taillé et argent, qui semble dater du XIIe siècle, portant l'inscription : "DIGITUS BEATI MARTINI" (« doigt de saint Martin »), qui contient trois petits paquets de papier. L'un de ces paquets contient une phalange de doigt, probablement de saint Martin bien que le papier porte l'inscription : "Saint Clément" ; l'autre paquet inscrit "Saint Louys" (deuxième patron de l'église) contient un fragment d'os ; le troisième paquet, vide, porte la mention « reliques de saint Clément » en caractères du XVIe siècle. 

Le deuxième reliquaire (voir photo ci-contre), du début du XIIIe siècle, est une boîte en cuivre posée sur un socle, dont l'intérieur est divisé en compartiments contenant des reliques de plusieurs saints et des parcelles de la vraie croix ; chaque compartiment porte une inscription désignant le saint dont il contient la relique, en écriture du XIIIe siècle. Ce deuxième reliquaire était enfermé dans une gaine en cuir repoussé (voir photo dans la galerie ici plus bas) de 22 cm de hauteur, depuis longtemps perdue si bien que personne n'en avait entendu parler ; cette gaine a été retrouvée vers 1860 dans un réduit du chœur de l'église et donnée au musée de Montargis. Le reliquaire en cuivre contient de nombreuses reliques, certaines nommées, d'autres non ; parmi celles dont l'étiquette s'est perdue, il y a peut-être des reliques de sainte Alpais, puisque l'église est connue pour en posséder. Sainte Alpais, née et ayant passé sa vie à Triguères, est toujours célébrée le premier dimanche de juillet. Le musée historique d'Orléans possède une pierre gravée assez grossièrement d'un christ, qui provient de l'église de Triguères.

Gaine du reliquaire en cuivre de l'église Saint-Martin
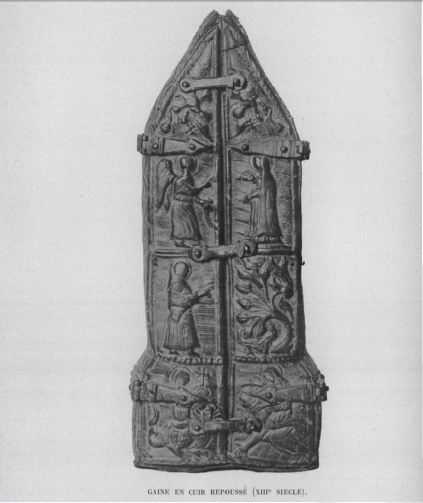
Face antérieure.
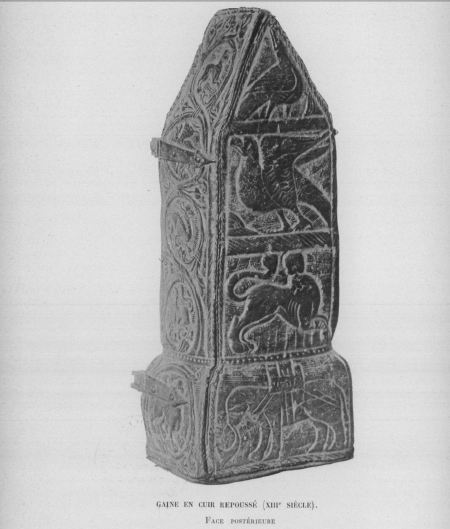
Face postérieure.

La paroisse faisait partie du doyenné de Ferrières, diocèse de Sens. Au XVIe siècle elle était taxée 400 livres tournois, de même que les églises de Montcorbon, Saint-Germain et Saint-Maurice-sur-Aveyron (Solterre seule payait 800 livres tournois).

#### Moyen Âge final
Au XIVe siècle, le seigneur de Triguères était Jean du Sochet, de Gy-les-Nonains. Sa fille Marie épousa Jean d'Avy. La famille d'Avy, ou David, en vient à posséder de nombreux fiefs sur Château-Renard, Douchy, Conflans. Vers 1550 ils firent construire le Châtelet, c'est-à-dire la partie ancienne de la demeure appelée le Donjon (et non la demeure bourgeoise construite plus tard dans la même enceinte), au long de la route menant à Courtenay. En 1685, devenus endettés, leurs biens furent vendus par adjudication. La propriété fut achetée comme maison de campagne par les bénédictines de Montargis. Aux alentours de 1750, celles-ci, qui possédaient alors pratiquement tout le pays de Triguères, firent construire une maison de belle apparence à côté du Châtelet. À la Révolution, cette propriété fut saisie comme tous les biens du clergé et vendue au sieur Jalouzot. M. Fouet, maire de Triguères, l'acquit au XIXe siècle, puis la famille Lassailly en 1919. Un de leurs parents lointains, l'historien Boutet de Monvel, dirigea les fouilles gallo-romaines dans les années 1850,. 

Une grande dalle dans l'église porte une inscription indiquant l'implantation de longue date de la famille d'Avy dans le village.
L'étymologie du nom Le Grand Courtoiseau (« la Cour des Oisons ») renvoie à Gefroy Oison qui en fut propriétaire en 1300. Le château passa ensuite aux d'Avy en 1353. Il se situait alors à l'emplacement actuel de la ferme du château. Après la guerre de Cent Ans, les d'Avy le firent construire sur son emplacement actuel. Le bâtiment précédent, devenu la ferme, garda longtemps des tours - d'où son nom de ferme de la Guetterie.
À la suite des revers de fortune des d'Avy, la famille Farins, bourgeois de Triguères, acheta le château de Courtoiseau et la ferme de la Guetterie. Leurs héritiers, les de Lisle, furent les derniers à se nommer en 1650 « seigneurs de la Guettrie et de Courtoiseau. » Le château devint ensuite la propriété des Hodoart, noblesse de robe de Sens. Ceux-ci possédaient également Villegardin à Chéroy, et d'autres fiefs proches. Antoine Dupré de Saint-Maur, petit-fils du collaborateur de Buffon, en hérita vers le milieu du XVIIIe siècle et lui donna son allure actuelle. Le domaine fut ensuite acheté au XIXe siècle aux Cornut de la Fontaine de Coincy, qui y demeurèrent de 1836 à 1906. Ils y furent suivis par Alfred Léon Gérault-Richard, journaliste socialiste qui combattit le boulangisme.
La paroisse de Villargis est réunie à celle de Triguères à la fin XIVe siècle ou au début XVe siècle.

### Époque contemporaine
Entre le 29 janvier et le 8 février 1939, plus de 2 800 réfugiés espagnols fuyant l'effondrement de la république espagnole devant les troupes de Franco, arrivent dans le Loiret. Devant l'insuffisance des structures d'accueil d’Orléans, 46 centres d’accueil ruraux sont ouverts, dont un à Triguères. Les réfugiés, essentiellement des femmes et des enfants (les hommes sont désarmés et retenus dans le Sud de la France), sont soumis à une quarantaine stricte, vaccinés, le courrier est limité, et le ravitaillement, s'il est peu varié et cuisiné à la française, est cependant assuré. Une partie des réfugiés rentrent en Espagne, incités par le gouvernement français qui facilite les conditions du retour, ceux préférant rester sont regroupés au camp de la verrerie des Aydes, à Fleury-les-Aubrais.
En 2015 la région Centre, à laquelle appartient Triguères, devient la région Centre-Val de Loire.

### Héraldique
|  | Les armoiries de Triguères se blasonnent ainsi : D'azur à la divise ondée d'argent accompagnée, en chef à dextre, d'une croisette ancrée du même, à senestre, du buste de Sainte-Alpais diadémée portant une houlette contournée en barre, le tout d'or, et, en pointe, d'une roue de moulin de huit rayons aussi d'argent. |

## Urbanisme

### Typologie
Au 1er janvier 2024, Triguères est catégorisée commune rurale à habitat dispersé, selon la nouvelle grille communale de densité à sept niveaux définie par l'Insee en 2022.
Elle est située hors unité urbaine et hors attraction des villes,.

### Occupation des sols
L'occupation des sols de la commune, telle qu'elle ressort de la base de données européenne d’occupation biophysique des sols Corine Land Cover (CLC), est marquée par l'importance des territoires agricoles (91,4 % en 2018), en diminution par rapport à 1990 (92,5 %). La répartition détaillée en 2018 est la suivante : 
terres arables (78,1 %), zones agricoles hétérogènes (8,3 %), forêts (6,8 %), prairies (5,1 %), zones urbanisées (1,8 %).
L'évolution de l’occupation des sols de la commune et de ses infrastructures peut être observée sur les différentes représentations cartographiques du territoire : la carte de Cassini (XVIIIe siècle), la carte d'état-major (1820-1866) et les cartes ou photos aériennes de l'IGN pour la période actuelle (1950 à aujourd'hui).

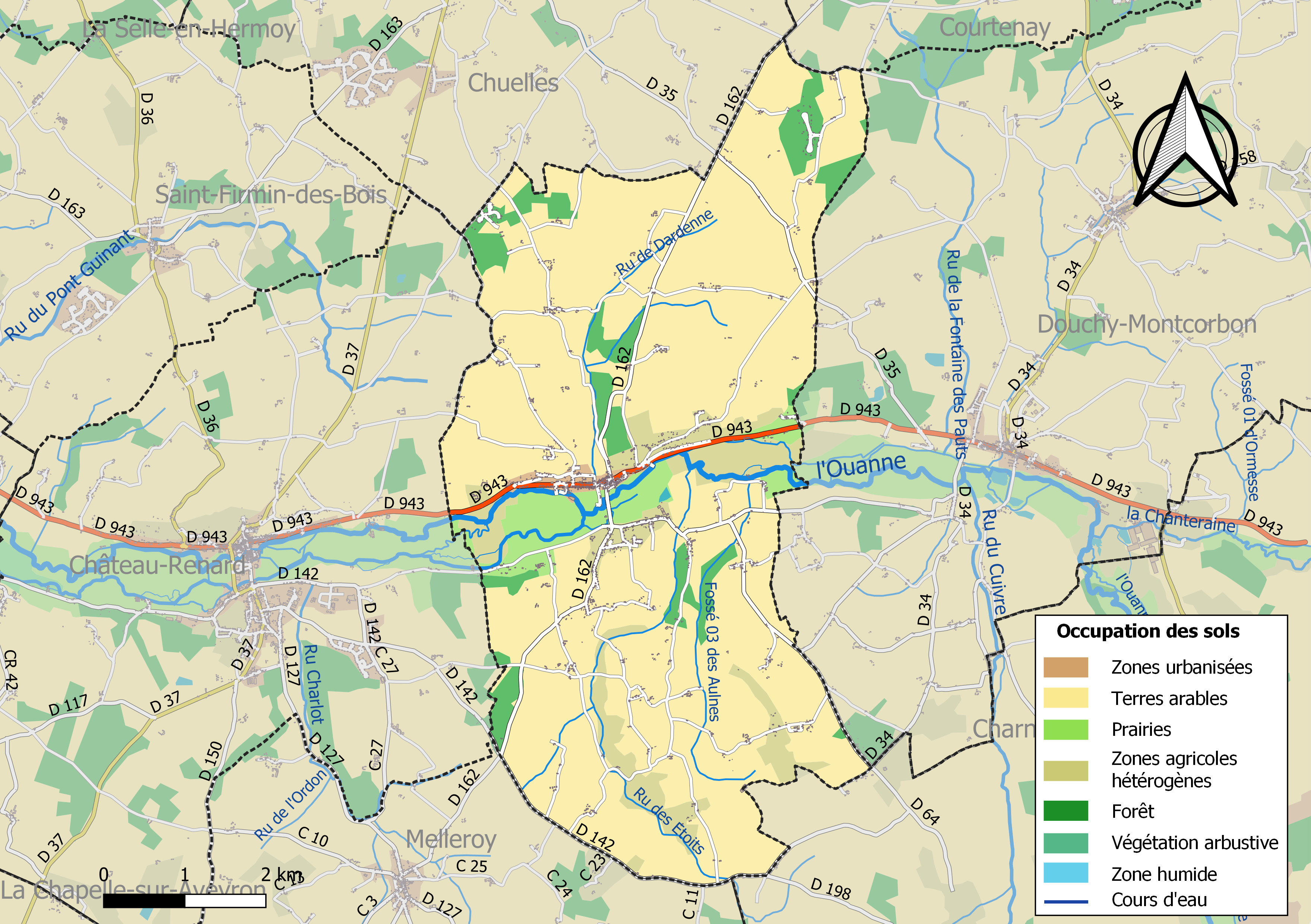
Carte des infrastructures et de l'occupation des sols de la commune en 2018 (CLC).
Carte orthophotographique de la commune en 2016.

### Planification
Le conseil municipal prescrit l'élaboration d'un plan local d'urbanisme le 10 décembre 2004, en application de la loi relative à la solidarité et au renouvellement urbains, dite loi SRU. Après l'enquête publique qui s'est déroulée du 30 novembre au 31 décembre 2007, le document est approuvé le 6 mars 2008,.

### Risques naturels et technologiques
La commune de Triguères est vulnérable à différents aléas naturels : inondations (par débordement de l'Ouanne), climatiques (hiver exceptionnel ou canicule), mouvements de terrain ou sismique (sismicité très faible). Entre 1989 et 2019, huit arrêtés ministériels ayant porté reconnaissance de catastrophe naturelle ont été pris pour le territoire de la commune : cinq  pour des inondations et coulées de boue et trois pour des mouvements de terrain.
Certaines parties du territoire communal sont exposées aux crues de l'Ouanne. Le risque d'inondation est pris en compte dans l'aménagement du territoire de la commune par le biais du Plan de prévention du risque inondation (PPRI) Agglomération montargoise et Loing Aval approuvé le 21 juin 2011 par arrêté préfectoral.
Le territoire de la commune peut également être concerné par un risque d'effondrement de cavités souterraines non connues. Une cartographie départementale de l'inventaire des cavités souterraines et des désordres de surface a été réalisée. Il a été recensé sur la commune plusieurs effondrements de cavités.
Par ailleurs le sol du territoire communal peut faire l'objet de mouvements de terrain liés à la sécheresse. Le phénomène de retrait-gonflement des argiles est la conséquence d'un changement d'humidité des sols argileux. Les argiles sont capables de fixer l'eau disponible mais aussi de la perdre en se rétractant en cas de sécheresse. Ce phénomène peut provoquer des dégâts très importants sur les constructions (fissures, déformations des ouvertures) pouvant rendre inhabitables certains locaux. Celui-ci a particulièrement affecté le Loiret après la canicule de l'été 2003. Une grande partie du territoire de la commune est soumis à un aléa « moyen » face à ce risque, selon l'échelle définie par le Bureau de recherches géologiques et minières (BRGM).
Depuis le 22 octobre 2010, la France dispose d’un nouveau zonage sismique divisant le territoire national en cinq zones de sismicité croissante. La commune, à l’instar de l’ensemble du département, est concernée par un risque très faible.

## Politique et administration

### Découpage territorial

#### Bloc communal: Commune et intercommunalités
La paroisse et bourg de Triguères acquiert le statut de municipalité avec le décret du 12 novembre 1789 de l'Assemblée Nationale, puis celui de « commune » au sens de l'administration territoriale actuelle, par le décret de la Convention nationale du 10 brumaire an II (31 octobre 1793). Il faut toutefois attendre la loi du 5 avril 1884 sur l'organisation municipale pour qu'un régime juridique uniforme soit défini pour toutes les communes de France, point de départ de l’affirmation progressive des communes face au pouvoir central.
Aucun événement de restructuration majeure du territoire, de type suppression, cession ou réception de territoire, n'a affecté la commune depuis sa création.
Le 1er décembre 2009, un arrêté préfectoral transforme le SIVOM du canton de Château-Renard, créé le 2 avril 1968, en Communauté de Communes de Château-Renard qui comprend dix communes dont Triguères. La commune appartient à d'autres établissements publics de coopération intercommunale, de type syndicats ou autres regroupements intercommunaux. Le découpage territorial de ces structures est en constante évolution dans une perspective de rationalisation et d'efficience des services.
Le 1er janvier 2017, la communauté de communes du Betz et de la Cléry (CCBC) et la communauté de communes de Château-Renard (CCCR) fusionnent pour donner naissance à la communauté de communes de la Cléry, du Betz et de l'Ouanne (3CBO). À l’occasion de cette fusion, le Syndicat d’Aménagement Rural (SAR) de Château-Renard et Courtenay, totalement inclus dans le périmètre de la 3CBO, fait partie intégrante de la nouvelle entité créée.

#### Personnalités élues par circonscription électorale de rattachement
Au-delà du maire, premier magistrat administrant la commune, les personnalités élues dont le mandat est relatif à une collectivité à laquelle est rattachée la commune de Triguères et représentant donc le territoire communal au sein de chacune de ces collectivités  sont les suivantes :
| Élections       | Élections                     | Circonscription électorale                                 | Élu de la circonscription       | Élu de la circonscription | Élu de la circonscription | Élu de la circonscription |
| Niveau          | Type                          | Circonscription électorale                                 | Titre                           | Nom                       | Début de mandat           | Fin de mandat             |
| --------------- | ----------------------------- | ---------------------------------------------------------- | ------------------------------- | ------------------------- | ------------------------- | ------------------------- |
| Groupe communal | Municipales et communautaires | Commune de Triguères                                       | Maire                           | Patrick Moreau            | 2014                      | 2020                      |
| Groupe communal | Municipales et communautaires | Communauté de communes de la Cléry, du Betz et de l'Ouanne | Président de l'intercommunalité | Lionel de Rafélis         | 2017                      | 2020                      |
| Département     | Départementales               | Canton de Courtenay                                        | Conseillère départementale      | Corinne Melzassard        | 29 mars 2015              | 2021                      |
| Département     | Départementales               | Canton de Courtenay                                        | Conseiller départemental        | Frédéric Néraud           | 29 mars 2015              | 2021                      |
| Région          | Régionales                    | Région Centre-Val de Loire                                 | Président du conseil régional   | François Bonneau          | 18 décembre 2015          | 2021                      |
| Pays            | Législatives                  | 4e circonscription                                         | Député                          | Jean-Pierre Door          | 18 juin 2017              | juin 2022                 |

#### Circonscriptions de rattachement
Sous l'Ancien Régime, à la veille des États généraux de 1789, la paroisse de Triguères était rattachée sur le plan ecclésiastique de l'ancien diocèse de Sens et sur le plan judiciaire au bailliage de Montargis.
La loi du 22 décembre 1789 divise le pays en 83 départements découpés chacun en six à neuf districts eux-mêmes découpés en cantons regroupant des communes. Les districts, tout comme les départements, sont le siège d’une administration d’État et constituent à ce titre des circonscriptions administratives. La commune de Triguères est alors incluse dans le canton de Chateaurenard, le district de Montargis et le département du Loiret.
La recherche d’un équilibre entre la volonté d’organiser une administration dont les cadres permettent l’exécution et le contrôle des lois d’une part, et la volonté d’accorder une certaine autonomie aux collectivités de base (paroisses, bourgs, villes) d’autre part, s’étale de 1789 à 1838. Les découpages territoriaux évoluent ensuite au gré des réformes visant à décentraliser ou recentraliser l'action de l'État. La régionalisation fonctionnelle des services de l'État (1945-1971) aboutit à la création de régions. L'acte I de la décentralisation de 1982-1983 constitue une étape importante en donnant l'autonomie aux collectivités territoriales, régions, départements et communes. L'acte II intervient en 2003-2006, puis l'acte III en 2012-2015.
Le tableau suivant présente les rattachements, au niveau infra-départemental, de la commune de Triguères aux différentes circonscriptions administratives et électorales ainsi que l'historique de l'évolution de leurs territoires.
| Circonscription             | Nom                | Période   | Type                         | Évolution du découpage territorial |
| --------------------------- | ------------------ | --------- | ---------------------------- | --- |
| District                    | Montargis          | 1790-1795 | Administrative               | La commune est rattachée au district de Montargis de 1790 à 1795,. La Constitution du 5 fructidor an III, appliquée à partir de vendémiaire an IV (1795) supprime les districts, rouages administratifs liés à la Terreur, mais maintient les cantons qui acquièrent dès lors plus d'importance. |
| Canton                      | Chateaurenard      | 1790-1801 | Administrative et électorale | Le 10 février 1790, la municipalité de Triguères est rattachée au canton de Chateaurenard qui comprend sept municipalités. Les cantons acquièrent une fonction administrative avec la disparition des districts en 1795. |
| Canton                      | Château-Renard     | 1801-2015 | Administrative et électorale | Sous le Consulat, un redécoupage territorial visant à réduire le nombre de justices de paix ramène le nombre de cantons dans le Loiret de 59 à 31. La commune, orthographiée alors Triguerres, est alors rattachée par arrêté du 9 vendémiaire an X (30 septembre 1801) au canton de Château-Renard qui comprend désormais dix communes,. |
| Canton                      | Courtenay          | 2015-     | Électorale                   | La loi du 17 mai 2013 et ses décrets d'application publiés en février et mars 2014 introduisent un nouveau découpage territorial pour les élections départementales. La commune est alors rattachée au nouveau canton de Courtenay. Depuis cette réforme, plus aucun service de l'État n'exerce sa compétence sur un territoire s'appuyant sur le nouveau découpage cantonal. Le canton a disparu en tant que circonscription administrative de l'État ; il est désormais uniquement une circonscription électorale destinée à l'élection d'un binôme de conseillers départementaux siégeant au conseil départemental. |
| Arrondissement              | Montargis          | 1801-     | Administrative               | Triguères est rattachée à l'arrondissement de Montargis depuis sa création en 1801,. |
| Circonscription législative | 4e circonscription | 2010-     | Électorale                   | Lors du découpage législatif de 1986, le nombre de circonscriptions législatives passe dans le Loiret de 4 à 5. Un nouveau redécoupage intervient en 2010 avec la loi du 23 février 2010. En attribuant un siège de député « par tranche » de 125 000 habitants, le nombre de circonscriptions par département varie désormais de 1 à 21,. Dans le Loiret, le nombre de circonscriptions passe de cinq à six. La réforme n'affecte pas Triguères qui reste rattachée à la quatrième circonscription. |

#### Collectivités de rattachement
La commune de Triguères est rattachée au département du Loiret et à la région Centre-Val de Loire, à la fois circonscriptions administratives de l'État et collectivités territoriales.

### Politique et administration municipales

#### Conseil municipal et maire
Depuis les élections municipales de 2014, le conseil municipal  de Triguères, commune de plus de 1 000 habitants, est élu au scrutin proportionnel de liste à deux tours (sans aucune modification possible de la liste), pour un mandat de six ans renouvelable. Il est composé de 15 membres. L'exécutif communal est constitué par le maire, élu par le conseil municipal, parmi ses membres, pour un mandat de six ans, c'est-à-dire pour la durée du mandat du conseil.
| Période                                  | Période  | Identité        | Étiquette | Qualité                                                  |
| ---------------------------------------- | -------- | --------------- | --------- | -------------------------------------------------------- |
| mars 2014                                | mai 2020 | Michel Raigneau |           | Retraité des artisans, commerçants et chefs d'entreprise |
| mai 2020                                 | En cours | Patrick Moreau, |           | Artisan                                                  |
| Les données manquantes sont à compléter. |          |                 |           |                                                          |

## Équipements et services

### Gestion des déchets
En 2016, la commune est membre du syndicat d'aménagement rural (SAR) des cantons de Courtenay et Château-Renard. Celui-ci assure la collecte et le traitement des ordures ménagères résiduelles en porte à porte, des emballages ménagers recyclables, des journaux-magazines et du verre en points d’apport volontaire. Trois déchèteries accueillent les encombrants et autres déchets spécifiques (déchets verts, déchets dangereux, gravats, ferrailles, cartons, cartouches/capsules). La déchèterie la plus proche est située sur la commune de Château-Renard. Le SAR n’assure pas le traitement, ni la valorisation des déchets collectés qui sont effectués par le SMIRTOM et différents prestataires. Le SMIRTOM de Montargis procède à l'élimination et la valorisation énergétique des déchets ménagers dans l'usine d'Amilly, construite en 1969. Une convention de délégation du service public de traitement a été conclue en 2013 avec la société Novergie Centre, filiale énergie du Groupe Suez pour la valorisation énergétique des déchets.
Depuis le 1er janvier 2017, la gestion des déchets ménagers ne fait plus partie des compétences de la commune mais est une compétence obligatoire de la communauté de communes de la Cléry, du Betz et de l'Ouanne (3CBO) en application de la loi NOTRe du 7 août 2015. À l'occasion de la création de la 3CBO, le Syndicat d’Aménagement Rural (SAR) de Château-Renard et Courtenay, totalement inclus dans le périmètre de cette nouvelle structure, est dissout par arrêté préfectoral du 28 décembre 2016 et les personnels, biens et équipements font désormais partie intégrante de la nouvelle communauté de communes.

### Production et distribution d'eau
Le service public d’eau potable est une compétence obligatoire des communes depuis l’adoption de la loi du 30 décembre 2006 sur l’eau et les milieux aquatiques. Au 31 décembre 2016, la production et la distribution de l'eau potable sur le territoire communal sont assurées par la commune elle-même.
La loi NOTRe du 7 août 2015 prévoit que le transfert des compétences « eau et assainissement » vers les communautés de communes sera obligatoire à compter du 1er janvier 2020. Le transfert d’une compétence entraîne de facto la mise à disposition gratuite de plein droit des biens, équipements et services publics utilisés, à la date du transfert, pour l'exercice de ces compétences et la substitution de la communauté dans les droits et obligations des communes,.

### Assainissement
La compétence assainissement, qui recouvre obligatoirement la collecte, le transport et l’épuration des eaux usées, l’élimination des boues produites, ainsi que le contrôle des raccordements aux réseaux publics de collecte, est assurée  par la commune elle-même.
La commune est raccordée à une station d'épuration située sur le territoire communal, mise en service le 24 juillet 2006 et dont la capacité nominale de traitement est de 600 EH, soit 100 m3/jour. Cet équipement utilise un procédé d'épuration biologique dit « à boues activées »,.
L’assainissement non collectif (ANC) désigne les installations individuelles de traitement des eaux domestiques qui ne sont pas desservies par un réseau public de collecte des eaux usées et qui doivent en conséquence traiter elles-mêmes leurs eaux usées avant de les rejeter dans le milieu naturel. Le Syndicat mixte d'Aménagement Rural des cantons de Courtenay et de Château-Renard a créé un service public d'assainissement non collectif (SPANC) qui a pour missions la vérification de la conception et de l’exécution des ouvrages pour les installations neuves ou réhabilitées et la vérification périodique du bon fonctionnement et de l’entretien des installations existantes,. Depuis le 1er janvier 2017, le SPANC est assuré par la 3CBO, dont la création a été accompagnée de la dissolution du Syndicat d’Aménagement Rural (SAR) de Château-Renard et Courtenay.

### Prix de l'eau
Le « prix de l’eau » doit permettre de financer l’ensemble des investissements (mise en place de nouveaux ouvrages, mise aux normes du patrimoine existant, renouvellement du patrimoine, etc.) mais aussi les frais de fonctionnement du service (frais de personnel du service, électricité, produits de traitement, renouvellement du matériel, analyses, élimination des déchets, etc.). L'observatoire national des services d'eau et d'assainissement publie la description actualisée des services publics d'eau potable et d'assainissement, qu’il s’agisse de leur organisation, de leur tarif ou de leur performance. Le prix au m³ est calculé pour une consommation annuelle de 120 m3 (référence INSEE).
| Domaine        | Commune   | 2010 | 2011 | 2012 | 2013 | 2014 | 2015 |
| -------------- | --------- | ---- | ---- | ---- | ---- | ---- | ---- |
| Eau potable    | Triguères | 1,48 | NC   | 1,60 | 1,64 | 1,64 | 1,66 |
| Eau potable    | Loiret    | 1,76 | 1,7  | 1,66 | 1,69 |      |      |
| Eau potable    | France    | 1,93 | 1,96 | 2,00 | 2,03 |      |      |
| Assainissement | Triguères | 2,71 | NC   | 2,90 | 2,97 | 2,97 | 2,97 |
| Assainissement | Loiret    | 2,07 | 2,19 | 2,25 | 2,38 |      |      |
| Assainissement | France    | 1,73 | 1,82 | 1,85 | 1,89 |      |      |

## Population et société

### Démographie
L'évolution du nombre d'habitants est connue à travers les recensements de la population effectués dans la commune depuis 1793. Pour les communes de moins de 10 000 habitants, une enquête de recensement portant sur toute la population est réalisée tous les cinq ans, les populations de référence des années intermédiaires étant quant à elles estimées par interpolation ou extrapolation. Pour la commune, le premier recensement exhaustif entrant dans le cadre du nouveau dispositif a été réalisé en 2007.

En 2022, la commune comptait 1 267 habitants, en évolution de −3,06 % par rapport à 2016 (Loiret : +1,89 %, France hors Mayotte : +2,11 %).
| 1793  | 1800  | 1806  | 1821  | 1831  | 1836  | 1841  | 1846  | 1851  |
| ----- | ----- | ----- | ----- | ----- | ----- | ----- | ----- | ----- |
| 1 098 | 1 231 | 1 236 | 1 264 | 1 286 | 1 291 | 1 395 | 1 490 | 1 439 |

| 1856  | 1861  | 1866  | 1872  | 1876  | 1881  | 1886  | 1891  | 1896  |
| ----- | ----- | ----- | ----- | ----- | ----- | ----- | ----- | ----- |
| 1 457 | 1 534 | 1 601 | 1 572 | 1 626 | 1 616 | 1 640 | 1 588 | 1 551 |

| 1901  | 1906  | 1911  | 1921  | 1926  | 1931  | 1936  | 1946  | 1954  |
| ----- | ----- | ----- | ----- | ----- | ----- | ----- | ----- | ----- |
| 1 542 | 1 470 | 1 515 | 1 263 | 1 297 | 1 324 | 1 302 | 1 310 | 1 223 |

| 1962  | 1968  | 1975  | 1982  | 1990  | 1999  | 2006  | 2007  | 2012  |
| ----- | ----- | ----- | ----- | ----- | ----- | ----- | ----- | ----- |
| 1 261 | 1 219 | 1 145 | 1 086 | 1 122 | 1 152 | 1 312 | 1 335 | 1 332 |

| 2017  | 2022  | - | - | - | - | - | - | - |
| ----- | ----- | - | - | - | - | - | - | - |
| 1 293 | 1 267 | - | - | - | - | - | - | - |

## Enseignement
Triguères est située dans l'académie d'Orléans-Tours et dans la circonscription de Montargis-Est. La commune possède une école maternelle et une école primaire.

## Patrimoine

### Lieux et monuments
Le village compte deux monuments inscrits à l'inventaire des monuments historiques français :
L’église Saint-Martin, des XIe, XIIe et XVIe siècles, est inscrite à l'inventaire des monuments historiques le 6 octobre 1925. L'église contient plusieurs objets classés Monuments historiques au titre d'objet : deux reliquaires du XIIIe siècle, l'un en argent et en cristal, l'autre en cuivre ; un  tableau de l'école flamande du XVIe siècle représentant le Christ de pitié ; un autel daté de 1673 signé du sculpteur Vatimel ; une statue du XVe siècle représentant la Vierge à l'Enfant ; une cloche en bronze datée de 1692 ; une plaque en pierre du XIe siècle commémorant la construction de l'église.
Le manoir du Grand-Courtoiseau des XVIIe – XVIIIe siècles inscrit à l'inventaire des monuments historiques le 19 juillet 2001. Le manoir est situé à l'emplacement d'une ancienne forteresse construite vers 1480. Parmi les hôtes célèbres du manoir, on note le miniaturiste Jean-Baptiste Augustin qui y vécut de 1819 jusqu'à sa mort en 1832 ; le naturaliste Auguste-Henri Cornut de la Fontaine de Coincy (1837-1903) ; à partir de 1906, le journaliste et homme politique Alfred Léon Gérault-Richard ; à partir de 1946 s'y sont succédé notamment l'écrivain Hervé Bazin qui y vécut en autarcie et y écrit ses dernières œuvres, et le chanteur compositeur Marcel Mouloudji. Depuis 1991 on peut visiter le jardin du Grand Courtoiseau créé par Alain Richer,.

### Climat
Pour des articles plus généraux, voir Climat du Centre-Val de Loire et Climat du Loiret.
En 2010, le climat de la commune est de type climat océanique dégradé des plaines du Centre et du Nord, selon une étude du CNRS s'appuyant sur une série de données couvrant la période 1971-2000. En 2020, Météo-France publie une typologie des climats de la France métropolitaine dans laquelle la commune est exposée à un climat océanique altéré et est dans la région climatique Nord-est du bassin Parisien, caractérisée par un ensoleillement médiocre, une pluviométrie moyenne régulièrement répartie au cours de l’année et un hiver froid (3 °C).
Pour la période 1971-2000, la température annuelle moyenne est de 10,7 °C, avec une amplitude thermique annuelle de 15,5 °C. Le cumul annuel moyen de précipitations est de 712 mm, avec 11,2 jours de précipitations en janvier et 7,5 jours en juillet. Pour la période 1991-2020, la température moyenne annuelle observée sur la station météorologique de Météo-France la plus proche, « Grandchamp_sapc », sur la commune de Charny Orée de Puisaye à 10 km à vol d'oiseau, est de 11,3 °C et le cumul annuel moyen de précipitations est de 758,6 mm,. Pour l'avenir, les paramètres climatiques de la commune estimés pour 2050 selon différents scénarios d'émission de gaz à effet de serre sont consultables sur un site dédié publié par Météo-France en novembre 2022.

### Milieux naturels et biodiversité
L'inventaire a pour objectif de réaliser une couverture des zones les plus intéressantes sur le plan écologique, essentiellement dans la perspective d'améliorer la connaissance du patrimoine naturel national et de fournir aux différents décideurs un outil d’aide à la prise en compte de l'environnement dans l’aménagement du territoire. Le territoire communal de Triguères ne comprend pas de Zone naturelle d'intérêt écologique, faunistique et floristique (ZNIEFF).

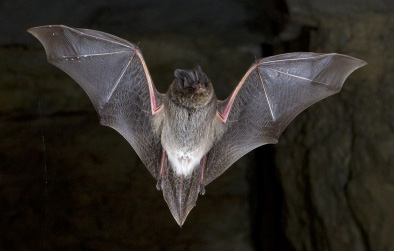
Barbastelle.

Une marnière au lieu-dit la Montagne des Bruyères, près des Raignaults et du ru de la Dardenne, sert de gîte d’hibernation pour des chauve-souris. Elle a été regroupée avec sept autres marnières de l'est du Loiret dans le même cas, cet ensemble de cinq sites ayant en 2013 été classé en Zone Spéciale de Conservation et le tout intégré au réseau Natura 2000.
La marnière de Triguères, dont le plus long boyau atteint 62 m, est la plus grande des grottes de ce groupe. Elle est également la seule du groupe à abriter des barbastelles, apparues en 2003. On y trouve aussi des vespertilions à oreilles échancrées et des grands murins,.

## Personnalités liées à la commune
- Sainte Alpais, née à Triguères en 1150 au hameau de la Mardelle[31], visionnaire lépreuse qui mourut à Cudot le 3 novembre 1211 et fut canonisée par le pape Pie IX en 1874. Elle est la patronne des astronautes.
- Auguste-Henri de Coincy (1837-1903), botaniste, est décédé au Grand Courtoiseau.